# Salomón Gómez
Salomón Gómez (Guatemala, 17 de junio de 1947 - ibídem, 14 de diciembre de 2009) fue un versátil primer actor guatemalteco de teatro, radio, cine, televisión. Con su aportación al arte escénico se convirtió en un referente del arte en Guatemala.

## Biografía
Una tarde de 1967 se abrió el telón, un inquieto veinteañero debutó bajo la tutela de Portillo en la única presentación de un grupo universitario. Fuera de las tablas, era un tipo tímido de bigote tupido; su padre había protestado duramente cuando decidió dejar la carrera de Derecho para aprender a actuar. En el Teatro de Arte Universitario —TAU— obtuvo la certificación de sus estudios generales de teatro en 1969 y de dirección escénica en 1972. Hizo su primera presentación personificando a un anciano sepulturero que daba giros acrobáticos por todo el escenario en Don Juan Tenorio. 
En el estreno de una de las obras clásicas exclusivas del TAU, un desdichado Salomón encarnando al dios griego Júpiter, interrumpió el trabajo escénico, colándose entre la multitud hasta llegar a una butaca vacía de la primera fila, tomó a su padre, que estaba sentado en primera fila, y lo subió consigo al tablado para compartir una extraordinaria improvisación.
Un año más tarde dejó el TAU para formar parte del Grupo Artístico de Escenificación Moderna —GADEM—. 
Sus pocos descansos los ocupaba para leer y ver televisión. También estuvo dentro de ella, en anuncios como «El Indeciso»; un individuo que no sabía por quién votar, pero que estaba seguro de que asistiría a las urnas, como parte de una campaña del Tribunal Supremo Electoral de Guatemala —TSE— en los comicios de 1985.

### Sátira a los presidentes durante la Guerra Civil de Guatemala
Durante el gobierno del presidente Fernando Romeo Lucas García participó en un sketch televisivo que no pudieron terminar; habían conseguido uniformes militares para hacer una sátira de los soldados del Ejército de Guatemala, pero las fuerzas armadas irrumpieron en el canal donde estaban grabando y se los llevaron presos, amenazándolos diciéndoles que de «esta no van a salir vivos».  Pero uno de los oficiales a cargo del pelotón que tomó las instalaciones de la estación, que había visto actuar a Gómez, le permitió hacer una llamada y una hora más tarde la prensa y la gente de teatro guatemalteco abarrotaron las instalaciones de la Guardia de Hacienda, y fueron liberados.
Años más tarde, en 1983, participó en la obra La Casamentera de Thornton Wilder, haciendo el personaje secundario de un borrachín que encuentra una billetera;  pero la representación guatemalteca tuvo un giro inesperado: durante el monólogo en el que el personaje de Gómez predica a la audiencia sobre los problemas de robar y por qué no hay que hacerlo, este cambió de tono de voz y empezó a imitar los sermones dominicales que transmitía el presidente general Efraín Ríos Montt y que empezaba con un célebre «¡Usted papá!, ¡usted mamá!».  El público se sorprendió al principio, pero de inmediato reaccionó con una carcajada y ovación, premiando el atrevimiento de satirizar al autoritario gobernante.  Muchos miembros de la audiencia regresaron para escuchar el monólogo de Gómez; en cuanto a Ríos Montt, este no solo no persiguió al actor sino que dejó que siguieran representando la parodia.

## Obras
Durante sus cuarenta años de carrera artística interpretó más de un centenar de personajes en teatro, cine y televisión.  Durante el montaje de la obra Amadeus, la razón por la que el director Dick Smith logró mantener a poco más de cincuenta actores disciplinados durante siete meses de ensayos, era porque al resto del elenco le encantaba ver a Gómez en escena; en esa oportunidad, Gómez quería interpretar el papel de Mozart pues no le gustaba el de Salieri, aunque irónicamente, con ese papel ganó su primer Opus.

### Teatro
- Don Juan Tenorio
- La venganza de Don Mendo
- Scapan
- Amadeus
- Plauto 70
- Hablemos a calzón quitado
- ¿Eran Tres los inocentes?
- La Casamentera.

### Televisión
Protagonizó Azul, la primera telenovela guatemalteca y fue director artístico de la película Justicia. También fue libretista y actor del programa de variedades Venga con Chalo venga, junto al actor Mario Galdámez.
Su último trabajo reconocido fue en el filme Un Barquito de Papel, desde 2007 había regresado al TAU, como director.

## Reconocimientos
En 1974 recibió el galardón más importante de aquella época para los actores y directores teatrales de Guatemala, el Opus, como actor de reparto; luego obtuvo cuatro veces más: en 1977 y 1984 al mejor actor principal y otro como mejor obra de teatro y en 1986 al mejor actor principal.

## Familia
Contrajo matrimonio dos veces; con la actriz Leticia González en 1973, procrearon dos hijos; Gabriel y Alain. Y en 1984 se casó con la actriz Nety Marroquín, de esa unión sus hijos Sally y Luis Ángel.
Ganó y perdió fortunas en la actuación, pudo sostener a su círculo familiar gracias a un trabajo administrativo que tuvo en la ex Dirección General de Telecomunicaciones (Guatel), desde 1966 hasta su jubilación en 1993.  

## Logros Profesionales
Se graduó como maestro especializado en teatro en 1982, como periodista profesional en 1997 y obtuvo una licenciatura en dirección escénica en 2008. 